# Tata Ultra
Pour les articles homonymes, voir Ultra.
Le Tata Ultra est un modèle de camion léger fabriqué par le constructeur automobile indien Tata Motors depuis l'année 2012. L'Ultra est disponible en plusieurs variantes avec une capacité de charge utile comprise entre 7 tonnes et 15 tonnes et, niveau motorisation, il est propulsé par un moteur de 3L développant 138 ch et un moteur de 5L développant 168 ch.
En 2016, l'Ultra est lancé au Kenya.